# Aylton Cardoso Tesch
Aylton Cardoso Tesch (5 marzo 1975) è un ex cestista brasiliano.

## Carriera
Con il Brasile ha disputato i Campionati americani del 1999.